# Пергери (Тренто)
Пергери је насеље у Италији у округу Тренто, региону Трентино-Јужни Тирол.
Према процени из 2011. у насељу је живело 50 становника. Насеље се налази на надморској висини од 912 м.